# Masna (torrente)
Il torrente Masna nasce a Perledo presso l'alpe di Albiga in provincia di Lecco (altitudine 864 m), scorre nella Valle Masna a cui dà il nome. Sfocia nel Lago di Como nei pressi di Perledo, al confine tra i comuni di Perledo (località Riva di Gittana) e Bellano (quota 210 m).

## Caratteristiche
Essendo di carattere torrentizio e scarsamente alimentato, nella sua parte superiore è spesso in secca se non occasionalmente, o immediatamente dopo precipitazioni. Più a valle, essendo alimentato dalle acque reflue delle località che vi si affacciano, diventa quasi perenne.
Il torrente scorre unicamente nel comune di Perledo in provincia di Lecco.
Attraversa le frazioni di Gisazio, Regoledo, Cestaglia, Gittana e Riva di Gittana nel comune di Perledo ed è attraversato dal sentiero del Viandante.